# Rio Fleț
O Rio Fleţ é um rio da Romênia, afluente do Luţ, localizado no distrito de Mureş.